# Малолетков, Валерий Александрович
Валерий Александрович Малолетков (род. 7 января 1945 года, Москва, РСФСР, СССР) — российский художник декоративно-прикладного искусства, академик Российской академии художеств (2007). Народный художник Российской Федерации (1996).

## Биография
Родился 7 января 1945 года в Москве, где в дальнейшем живёт и работает.
В 1969 году — закончил Московское высшее художественно-промышленное училище (сейчас Московская художественно-промышленная академия имени С. Г. Строганова), мастерская профессора Г. А. Захарова, а в 1974 году — окончил аспирантуру там же.
С 1974 года — член Московского Союза художников, с 1996 года — член Творческого союза художников России.
В 2006 году — защитил кандидатскую диссертацию, тема: «Основные этапы развития российской декоративной керамики последней трети XX века».
В 2007 году — избран академиком Российской академии художеств от Отделения декоративных искусств, член Президиума РАХ.
В 2010 году — защитил докторскую диссертацию, тема: «Тенденции развития мировой декоративной керамики последней трети XX — начала XXI вв.».
Профессор МГХПА имени С. Г. Строганова, член ВАК МГХПА им. С. Г. Строганова, член Правления ТСХР, член экспертно-закупочной комиссии Департамента культуры Правительства Москвы, член редколлегии журналов «Юный художник» и «Деко», член Ученого Совета Государственного музея керамики «Усадьба Кусково XVIII в.», член Правления Центрального дома работников искусств.

## Творческая деятельность
Основные проекты и произведения:
- «Огонь Олимпа» (1979 г.), «Джон Леннон» (1984 г.), «Анна Ахматова» (1991 г.), «Марина Цветаева» (1991 г.), «С. Есенин и А. Дункан» (1994 г.), «А. С. Пушкин» (1999 г.), «Новый Афон» (1980 г.), «Переселение душ» (1996 г.);
- Горельефы в Палеонтологическом музее Москвы: «Страна Вулкания» (1979 г.), «Рождение моря» (1984 г.).
- Монографии: «Современная керамика мира» (2010 г.), «Между Востоком и Западом» (2003 г.), «Мгновения жизни» (2005 г.), «Рисунки из дневника» (2005 г.), «Декоративная керамика мира» (2012 г.), «Мозаика памяти» (2013 г.) «Чаша судьбы» (2015 г.) и др.

Произведения находятся в собраниях музеев России и за рубежом.

## Награды
- Народный художник Российской Федерации (1996)[4]
- Заслуженный художник РСФСР (1984)